# Gmina Lovas
Gmina Lovas (chorw. Općina Lovas) – gmina w Chorwacji, w żupanii vukowarsko-srijemskiej. W 2011 roku liczyła  1214 mieszkańców.